# Sitowce
Sitowce (Juncales Dumort.) – takson w randze rzędu wyróżniany w niektórych systemach klasyfikacyjnych roślin okrytonasiennych. Zgodnie z aktualną wiedzą w tradycyjnym ujęciu takson parafiletyczny i w najnowszych systemach klasyfikacyjnych (systemy APG) już nie jest wyróżniany.

## Systematyka
Pozycja w systemie Reveala (1999)
Gromada okrytonasienne, podgromada Magnoliophytina, klasa jednoliścienne, podklasa komelinowe Commelinidae Takht., nadrząd sitopodobne Juncanae Takht.
Podział na rodziny według systemu Reveala (1999), systemu Englera (1964) i systemu Cronquista (1981)
- rodzina: sitowate Juncaceae Juss.
- rodzina: turniowate Thurniaceae Engl.

Podział na rodziny w systemie Thorna (1992)
- rodzina Prioniaceae
- rodzina sitowate Juncaceae
- rodzina turniowate Thurniaceae
- rodzina ciborowate Cyperaceae

Pozycja według APweb (aktualizowany system APG III z 2009)
Takson nie jest wyróżniony, bowiem wyjąwszy ujęcie Thorna, w pozostałych systemach ma charakter parafiletyczny. Klasyfikowane tu rośliny zaliczone zostały do rzędu wiechlinowców (Poales).